# Hopedale (Illinois)
Hopedale – wieś w Stanach Zjednoczonych, w stanie Illinois, w hrabstwie Tazewell.